# Karlanda socken
Karlanda socken i Värmlands län ingick i Nordmarks härad, ingår sedan 1971 i Årjängs kommun och motsvarar från 2016 Karlanda distrikt.
Socknens areal är 202,07 kvadratkilometer varav 191,00 land. År 2000 fanns här 787 invånare.  Orten Vännacka samt sockenkyrkan Karlanda kyrka ligger i socknen.   

## Administrativ historik
Socknen har medeltida ursprung. 
Vid kommunreformen 1862 övergick socknens ansvar för de kyrkliga frågorna till Karlanda församling och för de borgerliga frågorna bildades Karlanda landskommun. Landskommunen inkorporerades 1952 i Holmedals landskommun som 1971 uppgick i Årjängs kommun. Församlingen uppgick 2006 i Holmedal-Karlanda församling.
1 januari 2016 inrättades distriktet Karlanda, med samma omfattning som församlingen hade 1999/2000.  
Socknen har tillhört län, fögderier, tingslag och domsagor enligt vad som beskrivs i artikeln Nordmarks härad. De indelta soldaterna tillhörde Värmlands regemente och Nordmarks kompani.

## Geografi
Karlanda socken sydväst om Arvika. Socknen har viss odlingsbygd i ådalar och är i övrigt en kuperad sjörik skogsbygd.
Karlanda delades in i Ovanskogan (norra delen) och Utanskogen (södra delen). I Ovanskogen ligger hemmanen Lyssås, Björkebol, Mölnerud, Årstad och Smolmark.
Hembygdsgården Kloppa ligger en bit från kyrkan i Norra Fors.

## Fornlämningar
Från järnåldern finns ett mindre gravfält och spridda gravar.

## Namnet
Namnet skrevs 1344 Kaflandä och kan komma från prästgården och efterleden land. Förleden kan antingen vara plural av kavle syftande på en kavelbro eller innehålla kav, 'stillastående vatten, översvämning' i båda fall syftande på en bäcks sankområden vid den gamla kyrkplatsen.

## Befolkningsutveckling
| Befolkningsutvecklingen i Karlanda socken 1750–1990                                                      | Befolkningsutvecklingen i Karlanda socken 1750–1990 | Befolkningsutvecklingen i Karlanda socken 1750–1990 | Befolkningsutvecklingen i Karlanda socken 1750–1990 | Befolkningsutvecklingen i Karlanda socken 1750–1990 |
| --- | --------------------------------------------------- | --------------------------------------------------- | --------------------------------------------------- | --------------------------------------------------- |
| |                                                     |                                                     |                                                     |                                                     |
| År |                                                     |                                                     | Folkmängd                                           |                                                     |
| 1750 | 1750                                                |                                                     | 833                                                 |                                                     |
| 1760 | 1760                                                |                                                     | 939                                                 |                                                     |
| 1769 | 1769                                                |                                                     | 1 043                                               |                                                     |
| 1780 | 1780                                                |                                                     | 1 119                                               |                                                     |
| 1790 | 1790                                                |                                                     | 1 044                                               |                                                     |
| 1800 | 1800                                                |                                                     | 1 291                                               |                                                     |
| 1810 | 1810                                                |                                                     | 1 351                                               |                                                     |
| 1820 | 1820                                                |                                                     | 1 424                                               |                                                     |
| 1830 | 1830                                                |                                                     | 1 728                                               |                                                     |
| 1840 | 1840                                                |                                                     | 1 980                                               |                                                     |
| 1850 | 1850                                                |                                                     | 2 285                                               |                                                     |
| 1860 | 1860                                                |                                                     | 2 776                                               |                                                     |
| 1870 | 1870                                                |                                                     | 2 748                                               |                                                     |
| 1880 | 1880                                                |                                                     | 2 592                                               |                                                     |
| 1890 | 1890                                                |                                                     | 2 419                                               |                                                     |
| 1900 | 1900                                                |                                                     | 2 286                                               |                                                     |
| 1910 | 1910                                                |                                                     | 1 888                                               |                                                     |
| 1920 | 1920                                                |                                                     | 1 766                                               |                                                     |
| 1930 | 1930                                                |                                                     | 1 848                                               |                                                     |
| 1940 | 1940                                                |                                                     | 1 708                                               |                                                     |
| 1950 | 1950                                                |                                                     | 1 563                                               |                                                     |
| 1960 | 1960                                                |                                                     | 1 270                                               |                                                     |
| 1970 | 1970                                                |                                                     | 963                                                 |                                                     |
| 1980 | 1980                                                |                                                     | 899                                                 |                                                     |
| 1990 | 1990                                                |                                                     | 837                                                 |                                                     |
| Anm: Källor: Umeå universitet - Tabellverket 1749-1859, Demografiska databasen, CEDAR, Umeå universitet. |                                                     |                                                     |                                                     |                                                     |